# 마이크 테네이

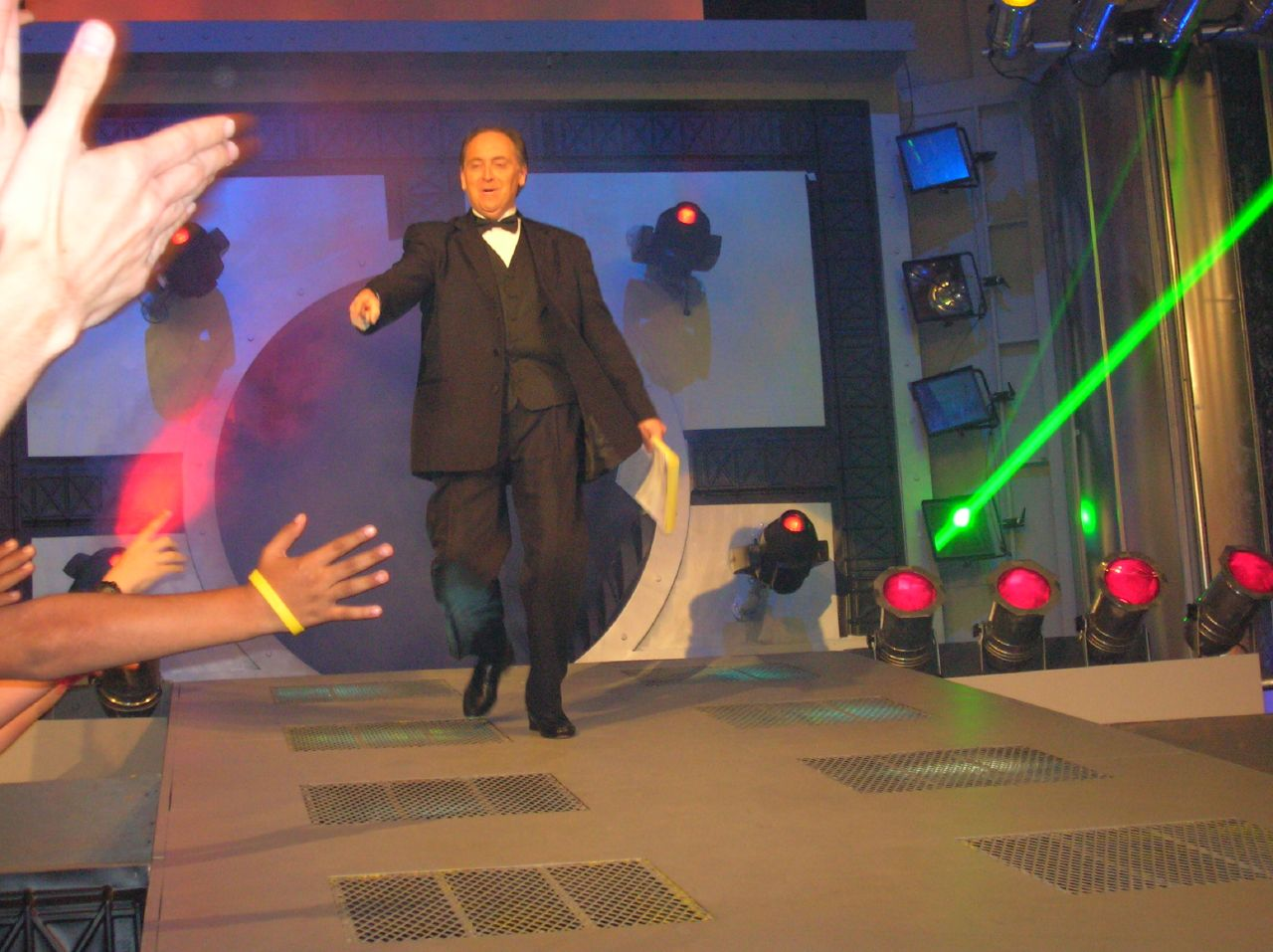

마이크 테네이(Mike Tenay)는 본명은 마이클 윌리엄 마이크 테리(Michael William "Mike" Tenay )다. 미국 남자 프로레슬링 해설가로서 WCW의 해설을 맡기도 했으며 TNA 초창기부터 2014년까지 12년간 주간 PPV와 익스플러즌, 임팩트 레슬링의 해설을 담당하였다. 2015년부터는 TNA의 새로운 주간 프로그램인 TNA 임팩트 레슬링 : 언락드의 진행을 맡을 예정이다.